# Хусейн Хильми-паша
Хусе́йн Хи́льми-паша́ (тур. Hüseyin Hilmi Paşa; 1855, Митилини, остров Лесбос — 1922, Вена) — государственный деятель Османской империи, дважды занимавший пост великого визиря Османской империи в непростой период младотурецкой революции и последовавших за ней событий.
Хусейн Хильми-паша начал государственную службу в качестве секретаря и постепенно поднялся вверх по служебной лестнице. В 1897 году он был назначен губернатором Аданы, а в 1902 году его назначают губернатором Йемена. После начала Мюрцштегских реформ Хильми-паша становится генеральным инспектором Македонии. В первых числах июля 1908 года начальник гарнизонов Ресне лейтенант Ниязи-бей поднял восстание. Вместе с организованным им повстанческим отрядом он ушёл в горы, предварительно отправив от имени комитета «Единение и прогресс» письмо генеральному инспектору Македонии с требованием восстановления конституции 1876 года и устранения иностранцев от вмешательства во внутреннюю жизнь Турции. К Ниязи бею присоединился майор Энвер-бей со своим отрядом.
Опираясь на восставшую македонскую армию, комитет предъявил генеральному инспектору Македонии ультиматум, предложив ему передать султану, что народ и армия требуют немедленного восстановления конституции 1876 года. Султан попытался использовать против македонской армии другие воинские части. Но переброшенные из Анатолии несколько батальонов сразу, же перешли на сторону революции. 23 июля 1908 года, когда отряды Ниязи и Энвера вступили в город Монастир, султан Абдул-Хамид II, поставленный перед угрозой похода революционной армии на Стамбул, счёл за лучшее решение объявить о восстановлении конституции.
В 1908 году Хусейн Хильми-паша был назначен на должность министра внутренних дел.
Во время правления Абдулхамида II с 14 февраля по 13 апреля 1909 года и во время правления Мехмеда V с 5 мая по 23 декабря 1909 года Хусейн Хильми-паша занимал должность великого визиря.
В 1910 году посетил Российскую империю, в том числе Казань, был восторженно встречен всем населением города, где его сопровождал османский посол Турхан паша Пермети.
В 1912 году его назначили послом в Вену. Хусейн Хильми-паша, последний посол Османской империи в Вене, пробыл на этой должности 7 лет, он оставил пост по состоянию здоровья и некоторое время жил в Вене. Скончался там же, похоронен в Стамбуле.